# Saison 4 de Young Sheldon
 (mai 2021).
Si vous disposez d'ouvrages ou d'articles de référence ou si vous connaissez des sites web de qualité traitant du thème abordé ici, merci de compléter l'article en donnant les références utiles à sa vérifiabilité et en les liant à la section « Notes et références ».
Chronologie
Saison 3 Saison 5
La quatrième saison de Young Sheldon, série télévisée américaine, est diffusée depuis le 5 novembre 2020 sur CBS, aux États-Unis.

## Synopsis
Sheldon Cooper, jeune prodige vivant dans le Texas de l'Est, intègre le lycée de Medford à l'âge de neuf ans. Dans la saison 4, Sheldon est maintenant âgé de 11 ans et il intègre l'université de sa ville afin de suivre un cursus de physique.

## Distribution

### Acteurs principaux
- Iain Armitage (VF : Tony Sanial) : Sheldon Cooper, âgé de 9 ans
- Zoe Perry (VF : Anne Tilloy) : Mary Cooper, la mère de Sheldon
- Lance Barber (VF : Éric Aubrahn) : George Cooper, Sr., le père de Sheldon
- Montana Jordan (VF : Victor Biavan) : George Cooper, Jr., le frère de Sheldon
- Raegan Revord (VF : Lior Chabat) : Missy Cooper, la sœur de Sheldon
- Jim Parsons (VF : Fabrice Fara) : la voix de Sheldon Cooper, adulte et narrateur
- Annie Potts (VF : Blanche Ravalec) : Meemaw, la grand-mère de Sheldon
- Matt Hobby (VF : Matthieu Albertini) : le pasteur Jeff Hodgkins

### Acteurs récurrents
- Wyatt McClure : Billy Sparks
- Ryan Phuong : Tam
- Wallace Shawn : Dr John Sturgis
- Billy Gardell : Herschel Sparks
- Melissa Peterman : Brenda Sparks
- Sarah Baker : Mme Sheryl Hutchins
- Valerie Mahaffey : Mme Victoria MacElroy
- Danielle Pinnock : Mme Evelyn Ingram
- Brian Stepanek : M. Givens
- Rex Linn : le principal Tom Petersen
- Doc Farrow (VF : Nicolas Justamon) : Roy Wilkins, l'assistant du coach
- Nancy Linehan Charles : Peg
- Chris Wylde : Glenn
- Mckenna Grace : Paige
- Andrea Anders : Linda
- Josh Cooke : Barry
- Baron Jay : le postier
- Isabel May : Veronica Duncan
- Ed Begley Jr. : Dr Linkletter

## Liste des épisodes

### Épisode 1:Remises de diplômes
- États-Unis /  Canada : 5 novembre 2020 sur CBS / CTV
- France : 19 mars 2022 sur NRJ 12

- Histoire : Eric Kaplan, Jeremy Howe et Connor Kilpatrick
- Mise en scène : Steven Molaro, Steve Holland et Tara Hernandez

- États-Unis : 6,77 millions de téléspectateurs (première diffusion)

### Épisode 2:Un guide, une jeune fille et un videur du nom de Dalton
- États-Unis /  Canada : 12 novembre 2020 sur CBS / CTV
- France : 19 mars 2022 sur NRJ 12

- Histoire : Steven Molaro, Steve Holland et Tara Hernandez
- Mise en scène : Maria Ferrari, Jeremy Howe et Connor Kilpatrick

- États-Unis : 7,4 millions de téléspectateurs (première diffusion)

### Épisode 3:Des petites roues et une poule sans laisse
- États-Unis /  Canada : 19 novembre 2020 sur CBS / CTV
- France : 19 mars 2022 sur NRJ 12

- Histoire : Maria Ferrari, Tara Hernandez et Connor Kilpatrick
- Mise en scène : Steven Molaro, Steve Holland et Eric Kaplan

- États-Unis : 7,3 millions de téléspectateurs (première diffusion)

### Épisode 4:Camp mystique et carrosse d'amour
- États-Unis /  Canada : 3 décembre 2020 sur CBS / CTV
- France : 26 mars 2022 sur NRJ 12

- Histoire : Maria Ferrari, Tara Hernandez et Connor Kilpatrick
- Mise en scène : Steven Molaro, Steve Holland et Jeremy Howe

- États-Unis : 7,57 millions de téléspectateurs (première diffusion)

### Épisode 5:Une crypte qui sent le moisi et un bâtonnet sur lequel faire pipi
- États-Unis /  Canada : 17 décembre 2020 sur CBS / CTV
- France : 26 mars 2022 sur NRJ 12

- Histoire : Steven Molaro, Steve Holland et Eric Kaplan
- Mise en scène : Tara Hernandez, Jeremy Howe et Connor Kilpatrick

- États-Unis : 6,86 millions de téléspectateurs (première diffusion)

- Ava Allan (Jana)
- Julia Pace Mitchell (Darlene)

### Épisode 6:L'Orientation d'un bizut et l'inventeur de la fermeture éclair
- États-Unis /  Canada : 21 janvier 2021 sur CBS / CTV
- France : 26 mars 2022 sur NRJ 12

- Histoire : Steve Holland, Eric Kaplan et Tara Hernandez
- Mise en scène : Steven Molaro, Jeremy Howe et Connor Kilpatrick

- États-Unis : 7,38 millions de téléspectateurs (première diffusion)

### Épisode 7:Un cours de philosophie et des vers qui peuvent vous pourchasser
- États-Unis /  Canada : 11 février 2021 sur CBS / CTV
- France : 2 avril 2022 sur NRJ 12

- Histoire : Tara Hernandez, Jeremy Howe et Connor Kilpatrick
- Mise en scène : Steven Molaro, Steve Holland et Eric Kaplan

- États-Unis : 7,59 millions de téléspectateurs (première diffusion)

- Melanie Lynskey (Pr Ericson)
- P.J Ochlan (René Descartes)

### Épisode 8:Crise existentielle et bulles de savon
- États-Unis /  Canada : 18 février 2021 sur CBS / CTV
- France : 2 avril 2022 sur NRJ 12

- Histoire : Steven Molaro, Eric Kaplan et Tara Hernandez
- Mise en scène : Steve Holland, Jeremy Howe et Connor Kilpatrick

- États-Unis : 7,72 millions de téléspectateurs (première diffusion)

- Melanie Lynskey (Pr.Ericson)

### Épisode 9:Des glaces dégueulasses et le singe d’un joueur d’orgue de barbarie
- États-Unis /  Canada : 25 février 2021 sur CBS / CTV
- France : 2 avril 2022 sur NRJ 12

- Histoire : Yael Glouberman, Tara Hernandez et Steve Holland
- Mise en scène : Marie Cheng, Connor Kilpatrick et Steven Molaro

- États-Unis : 7,87 millions de téléspectateurs (première diffusion)

### Épisode 10:Aérobic de saloon et 473 boulons à dégraisser
- États-Unis /  Canada : 4 mars 2021 sur CBS / CTV
- France : 9 avril 2022 sur NRJ 12

- Histoire : Steven Molaro, Steve Holland et Yael Glouberman
- Mise en scène : Eric Kaplan, Jeremy Howe et Connor Kilpatrick

- États-Unis : 7,71 millions de téléspectateurs (première diffusion)

### Épisode 11:Un biper, un club et un vieux grincheux plein de rides
- États-Unis /  Canada : 11 mars 2021 sur CBS / CTV
- France : 9 avril 2022 sur NRJ 12

- Histoire : Steven Molaro, Steve Holland et Eric Kaplan
- Mise en scène : Tara Hernandez, Jeremy Howe et Connor Kilpatrick

- États-Unis : 6,49 millions de téléspectateurs (première diffusion)

### Épisode 12:Meemaw, génie scientifique
- États-Unis /  Canada : 1er avril 2021 sur CBS / CTV
- France : 9 avril 2022 sur NRJ 12

- Histoire : Steve Holland, Tara Hernandez et Marie Cheng
- Mise en scène : Steven Molaro, Jeremy Howe et Connor Kilpatrick

- États-Unis : 6,64 millions de téléspectateurs (première diffusion)

### Épisode 13:Le Bus de Vieux Machins Foutus et un nouveau modèle d’éducation
- États-Unis /  Canada : 8 avril 2021 sur CBS / CTV
- France : 16 avril 2022 sur NRJ 12

- Histoire : Steven Molaro, Connor Kilpatrick et Yael Glouberman
- Mise en scène : Steve Holland, Eric Kaplan et Tara Hernandez

- États-Unis : 6,95 millions de téléspectateurs (première diffusion)

### Épisode 14:Fils de brute et approbation fiscale
- États-Unis /  Canada : 15 avril 2021 sur CBS / CTV
- France : 16 avril 2022 sur NRJ 12

- Histoire : Eric Kaplan, Tara Hernandez et Jeremy Howe
- Mise en scène : Steven Molaro, Steve Holland et Connor Kilpatrick

- États-Unis : 7,46 millions de téléspectateurs (première diffusion)

### Épisode 15:Un virus, un cœur brisé et un monde de possibilités
- États-Unis /  Canada : 22 avril 2021 sur CBS / CTV
- France : 16 avril 2022 sur NRJ 12

- Histoire : Steven Molaro, Steve Holland et Connor Kilpatrick
- Mise en scène : Eric Kaplan, Tara Hernandez et Jeremy Howe

- États-Unis : 7,01 millions de téléspectateurs (première diffusion)

### Épisode 16:Deux prodiges à l'Université
- États-Unis /  Canada : 29 avril 2021 sur CBS / CTV
- France : 23 avril 2022 sur NRJ 12

- Histoire : Steve Holland, Tara Hernandez et Jeremy Howe
- Mise en scène : Steven Molaro, Connor Kilpatrick et Marie Cheng

- États-Unis : 7,34 millions de téléspectateurs (première diffusion)

### Épisode 17:Le Trou noir
- États-Unis /  Canada : 6 mai 2021 sur CBS / CTV
- France : 23 avril 2022 sur NRJ 12

- Histoire : Steve Holland, Jeremy Howe et Connor Kilpatrick
- Mise en scène : Steven Molaro, Eric Kaplan et Tara Hernandez

- États-Unis : 6,64 millions de téléspectateurs (première diffusion)

### Épisode 18:Le Monde sauvage de la dynamique non linéaire
- États-Unis /  Canada : 13 mai 2021 sur CBS / CTV
- France : 23 avril 2022 sur NRJ 12

- Histoire : Eric Kaplan, Tara Hernandez et Jeremy Howe
- Mise en scène : Steven Molaro, Steve Holland et Connor Kilpatrick

- États-Unis : 7,21 millions de téléspectateurs (première diffusion)